# Кудымкар
Куды́мкар (коми-перм. Кудымкар) — город в Пермском крае России, административный центр Коми-Пермяцкого округа. Имеет статус города краевого значения. До 2022 года имел статус городского округа, а с 2022 вошёл в состав муниципального округа.

## Этимология
Название города произошло от коми слов и имело в прошлом название Кудын кор, так как в древности поселение на месте города стояло возле реки Кува, название которой с коми языка переводится «мёртвая вода» (от кув «мёртвый» и ва «вода»), а слово кор с коми-пермяцкого языка переводится как «городище, город». Таким образом, название Кудымкар переводится с коми-пермяцкого как «город возле реки Кува». После создания Коми-Пермяцкого округа и внедрения коми-зырянских стандартов в коми-пермяцкий литературный язык, коми-пермяцкое слово кор в названии было заменено на его зырянский вариант кар, и с тех пор город был переименован в Кудымкар.

## География
Расположен на обоих берегах Иньвы (приток Камы) и частично на левобережье её притока Кувы, в наиболее освоенной южной части округа на автомагистрали Гайны — Менделеево, в 201 км от Перми.

## История
Центр будущего города начиная с VII века занимало Кудымкарское городище («Красная горка»).
В письменных источниках Кудымкар впервые упомянут в 1579 году. В 1472 году Кудымкар вместе с Пермью Великой вошёл в состав Московского княжества. В XVII веке Кудымкар превращается в центр края.
В 1908 году в Кудымкаре проживало 1192 жителя, он являлся резиденцией начальника 3-го стана Соликамского уезда Пермской губернии, в который входила территория современного Кудымкарского района и прилегающие части Юсьвинского и Карагайского районов. Здесь имелось 4-классное городское училище, земская женская школа, библиотека-читальня, больница, почта и ветеринарный пункт; мельница с плотиной на Куве, лесничество, общество потребителей, детский приют, богадельня; проводились 3 годовые ярмарки, еженедельные торжки. В 1909 году открыто почтово-телеграфное отделение.
В 1931 году село Кудымкар преобразовано в посёлок городского типа. 10 июля 1938 года посёлок городского типа получил статус города.
В 1927 году открыт педагогический техникум (позднее — училище), в 1929 году — лесной (изначально отделение техникума) и в 1930 году — сельскохозяйственный техникумы, в 1930 году — фельдшерско-акушерская школа (позднее — медицинское училище).
В послевоенное время в Кудымкаре открыт ряд профессионально-технических училищ. В конце 1920-х — первой половине 1930-х годов здесь основываются небольшие предприятия по производству изделий и товаров для местного хозяйства и населения: чугунолитейное и кузнечное, деревообрабатывающее и льноперерабатывающее, кожевенно-обувное, кирпичное, маслодельное, крахмало-паточное, кондитерское, маслобойное, винно-безалкогольное, мукомольное с элеватором и хлебозаводом в посёлке Юрино на правобережье Иньвы к югу от основного ядра Кудымкара. В Кудымкаре в 1936 г. создаётся трест Комипермлес, которым в 1937 году основываются Центральные ремонтно-механические мастерские, ныне завод. В 1931—1994 гг. сооружается гравийная автодорога Менделеево — Кудымкар, давшая выход на железнодорожную магистраль.
До 1 декабря 2005 года Кудымкар являлся административным центром субъекта РФ Коми-Пермяцкого автономного округа.
Законом Коми-Пермяцкого автономного округа от 4 июля 2005 года № 54 Кудымкар был наделён статусом городского округа.
Согласно Закону Пермского края от 27 января 2022 № 40-ПК с 7 февраля 2022 года Кудымкар был объединён с Кудымкарским муниципальным округом, что было оформлено как образование нового муниципального образования (образованным в 2019 году).

## Население
| 1959    | 1967    | 1970    | 1973    | 1979    | 1989    | 1992    | 1996    | 1998    |
| ------- | ------- | ------- | ------- | ------- | ------- | ------- | ------- | ------- |
| 21 801  | ↘20 000 | ↗26 350 | ↘26 000 | ↗28 375 | ↗33 451 | ↗33 800 | ↘33 700 | ↗34 100 |
| 2000    | 2001    | 2002    | 2003    | 2005    | 2006    | 2007    | 2008    | 2009    |
| ↗34 400 | ↘34 200 | ↘31 914 | ↘31 900 | ↘31 800 | →31 800 | ↘31 200 | ↘31 000 | ↘30 789 |
| 2010    | 2011    | 2012    | 2013    | 2014    | 2015    | 2016    | 2017    | 2018    |
| ↘28 967 | ↗29 000 | ↗29 561 | ↗30 162 | ↗30 525 | ↗30 739 | ↗31 007 | ↗31 265 | ↗31 370 |
| 2019    | 2020    | 2021    | 2023    |         |         |         |         |         |
| ↘30 904 | ↘30 425 | ↘28 293 | ↗28 630 |         |         |         |         |         |

На 1 января 2025 года по численности населения город находился на 508-м месте из 1124 городов Российской Федерации.
Национальный состав
По данным переписи 2010 года — 53 % жителей коми-пермяки, 45 % — русские
| Национальности | 1926  | 1926  |
| Национальности | число | %     |
| -------------- | ----- | ----- |
| Всего          | 1414  | 100   |
| коми-пермяки   | 734   | 51,90 |
| русские        | 673   | 47,59 |
| прочие         | 7     | 0,49  |

## Климат
| Показатель                            | Янв.  | Фев.  | Март  | Апр. | Май  | Июнь | Июль | Авг. | Сен. | Окт. | Нояб. | Дек.  | Год  |
| ------------------------------------- | ----- | ----- | ----- | ---- | ---- | ---- | ---- | ---- | ---- | ---- | ----- | ----- | ---- |
| Средний суточный максимум, °C         | −11,8 | −9    | −1,1  | 7,5  | 16,0 | 21,1 | 23,5 | 20,0 | 13,3 | 4,1  | −3,1  | −8,5  | 6,0  |
| Средняя температура, °C               | −14,5 | −12,1 | −5,3  | 2,2  | 9,1  | 16,1 | 18,0 | 14,8 | 8,5  | 1,4  | −7,2  | −12,2 | 1,7  |
| Средний суточный минимум, °C          | −20,9 | −18,7 | −11,8 | −2,6 | 3,6  | 9,0  | 12,0 | 9,3  | 4,7  | −1,7 | −9,3  | −16,2 | −3,6 |
| Норма осадков, мм                     | 30    | 22    | 21    | 29   | 43   | 53   | 79   | 66   | 56   | 48   | 36    | 34    | 517  |
| Источник: Гидрометцентр World Climate |       |       |       |      |      |      |      |      |      |      |       |       |      |

## Экономика
ОАО «Молоко» (молочные продукты) и ОАО «Мясокомбинат», резко выделяющиеся по стоимости продукции, вместе с хлебо-, пище-, плодокомбинатами дают 2/3 всей продукции Кудымкара в денежном выражении.
До 1990-х годов XX в. самым крупным предприятием был электроприборный завод (филиал Пермского приборостроительного объединения), в 2000-х он был закрыт и разобран (персонал в начале 1990-х — 1200 чел. — 1/3 всех работающих в промышленности Кудымкара (единственный не был связан с другими отраслями материального производства округа).
Финансовое положение предприятий города более благоприятное, чем в сельской местности. Кудымкар — центр распределения электроэнергии, поступающей по двум ЛЭП-110 из Перми и направляемой с местных подстанций в районы округа.
Розничный товарооборот, объём реализации бытовых услуг в среднем на 1 жителя выше среднекраевого уровня. Здесь сосредоточена третья часть всех автомобилей округа, находящихся в личной собственности граждан.

## Социальная сфера
В Кудымкаре действуют 4 общеобразовательные школы (№ 1, 2, 5, 8) и одна гимназия (бывшая школа № 3), 2 лицея, сельскохозяйственный и лесотехнический техникумы, медицинское училище, педагогический колледж, филиалы УГЛТУ. Детская школа искусств, 2 Дома культуры, 7 клубов, Коми-пермяцкий национальный драматический театр им. М. Горького, Парк культуры и отдыха имени И. Я. Кривощёкова; завершено сооружение уникального в масштабах округа Культурного центра с большим зрительным залом, многочисленными помещениями для художественных коллективов.
В детско-юношеской спортивной школе занимаются прыжками с трамплинов (комплекс лыжных трамплинов), лыжным спортом, лёгкой атлетикой (стадион «Парма»), борьбой самбо, боксом, тяжёлой атлетикой и другими видами спорта. В конце 2008 года сдан первый в городе бассейн.
Функционируют окружная больница, городская и стоматологическая поликлиники, противотуберкулёзный, кожно-венерологический, физкультурный диспансеры, женская и детская консультации, окружная и городская санитарно-эпидемиологические станции. В области охраны здоровья многие показатели выше среднеобластных (обеспеченность больничными койками, врачами и т. п.).
В 1988 году в Кудымкаре открыт Коми-Пермяцкий научно-исследовательский Отдел общественных наук Института языка, литературы и истории Коми научного центра УрО РАН в составе групп: языка, литературы и фольклора, археологии и этнографии, истории; разрабатывается комплексная программа развития коми-пермяцкой национальной культуры; устанавливаются связи с научными учреждениями финно-угорских народов. С 1992 года работает телерадиокомитет на базе действующих в районе Кудымкара радио- и телепередатчиков. Имеются архитектурные памятники — здание бывшей строгановской конторы и Никольский собор (XVIII век).
C 4 декабря 1944 года работает Коми-пермяцкий институт усовершенствования учителей. На сегодня в институте функционируют три кафедры: педагогики и психологии, дошкольного и начального образования, гуманитарных дисциплин. Разработки и материалы методистов института вызывают интерес научного мира других регионов и публикуются в региональных и общероссийских изданиях. Ведётся непрерывная работа по формированию диагностической, аналитической, проективной культуры педагогов с учётом современных требований к образованию.

## Галерея

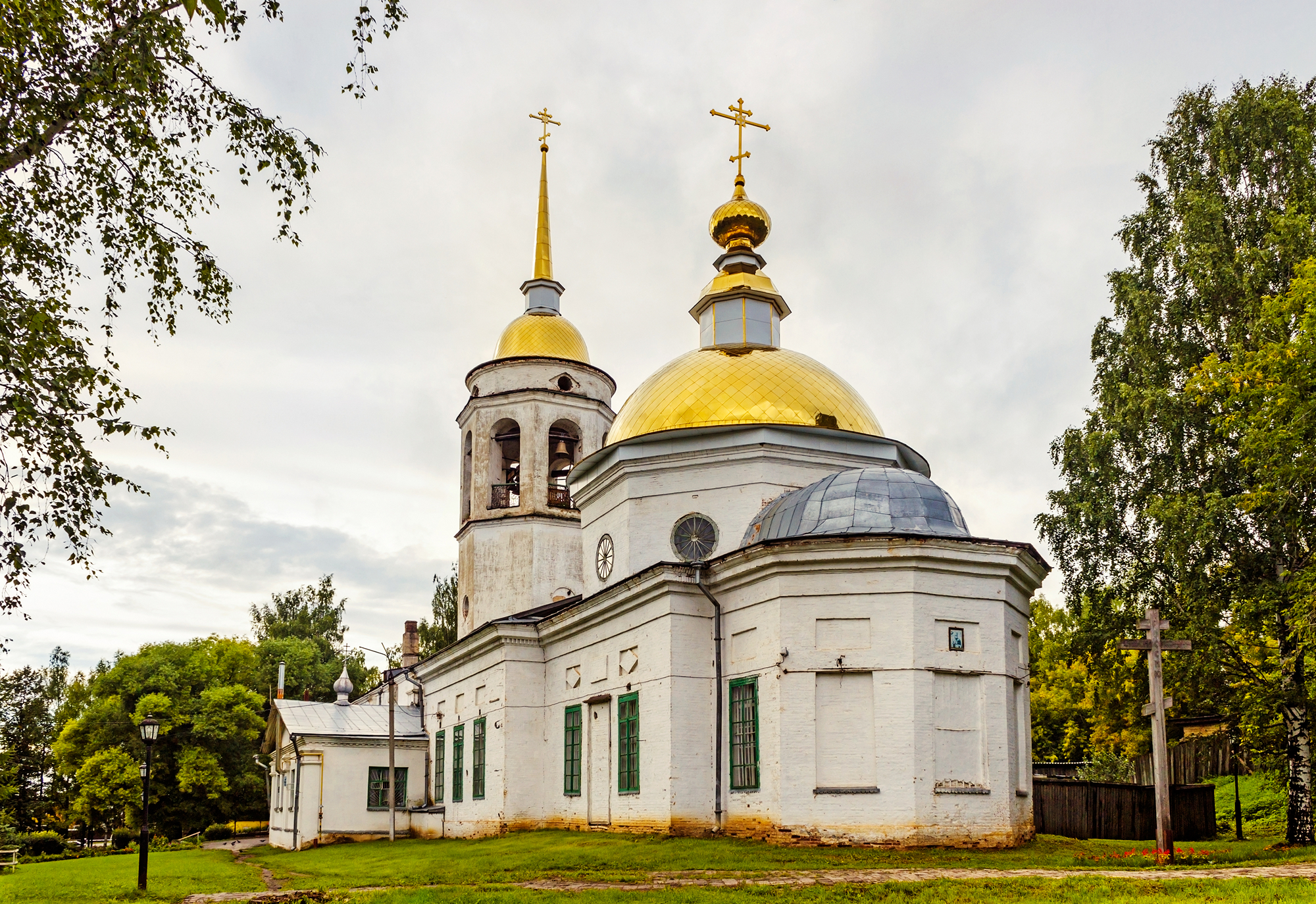
Свято-Никольская церковь
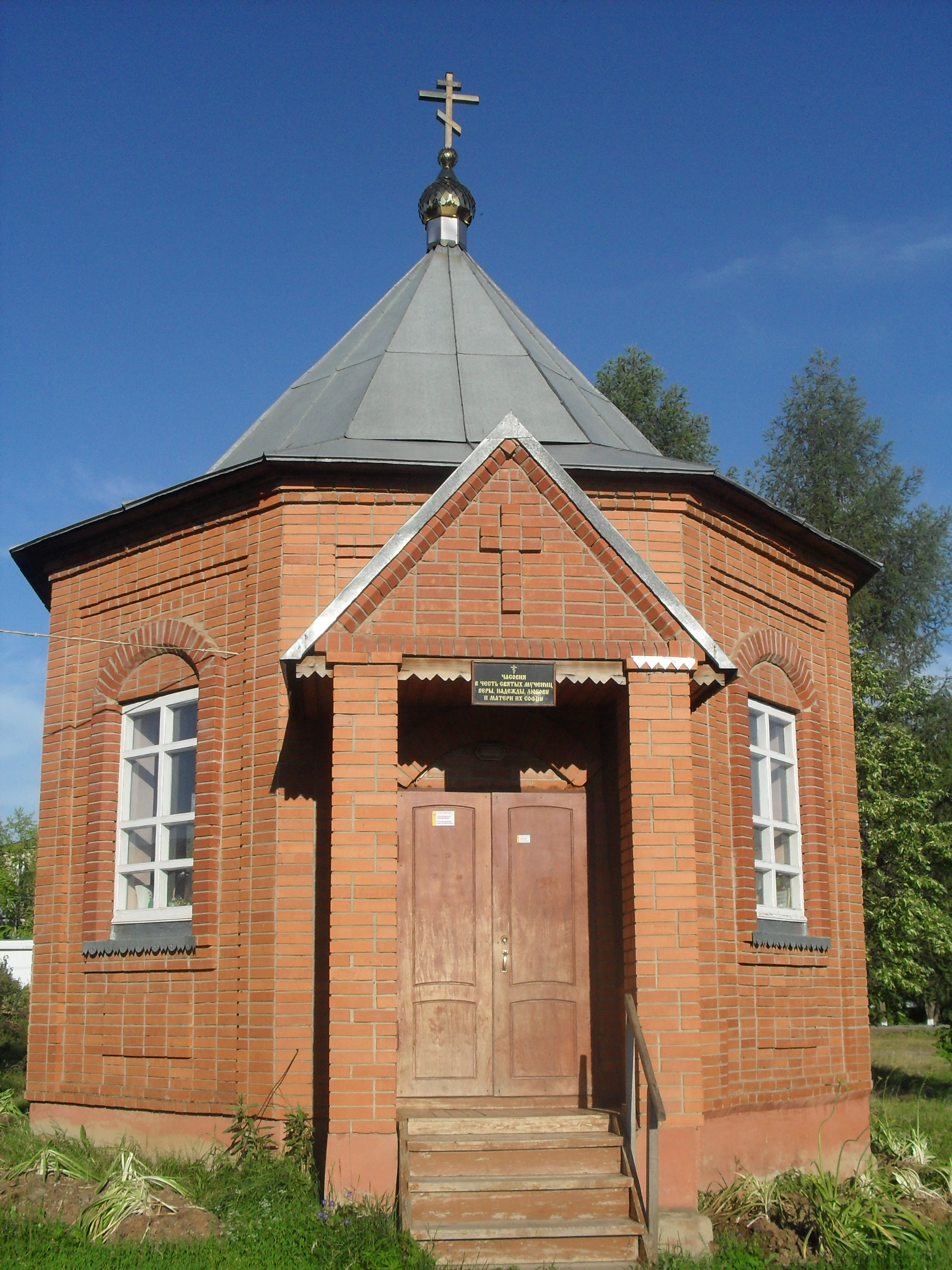
Часовня св. мучениц Веры, Надежды, Любови и матери их Софии
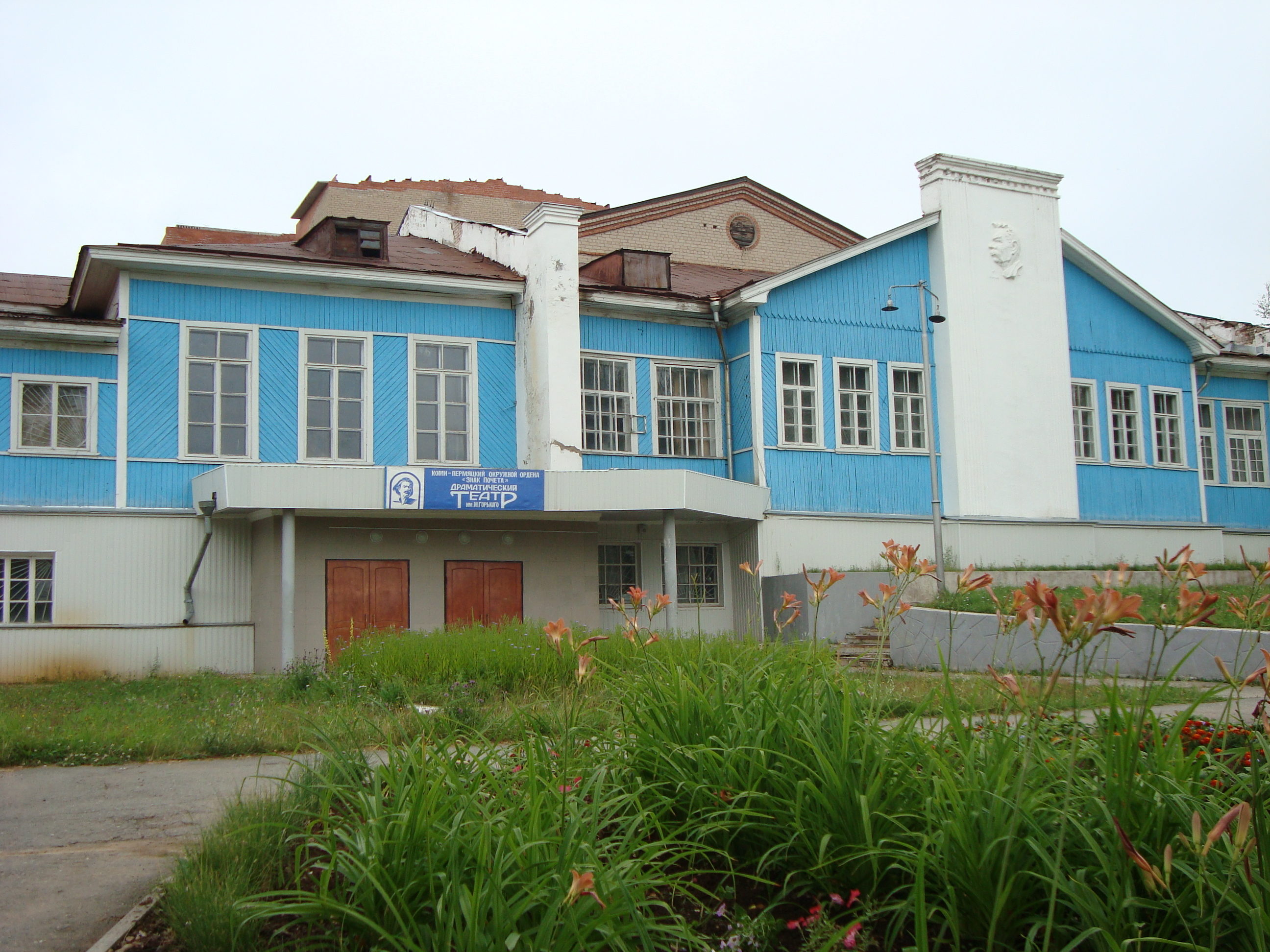
Театр драмы им. М. Горького
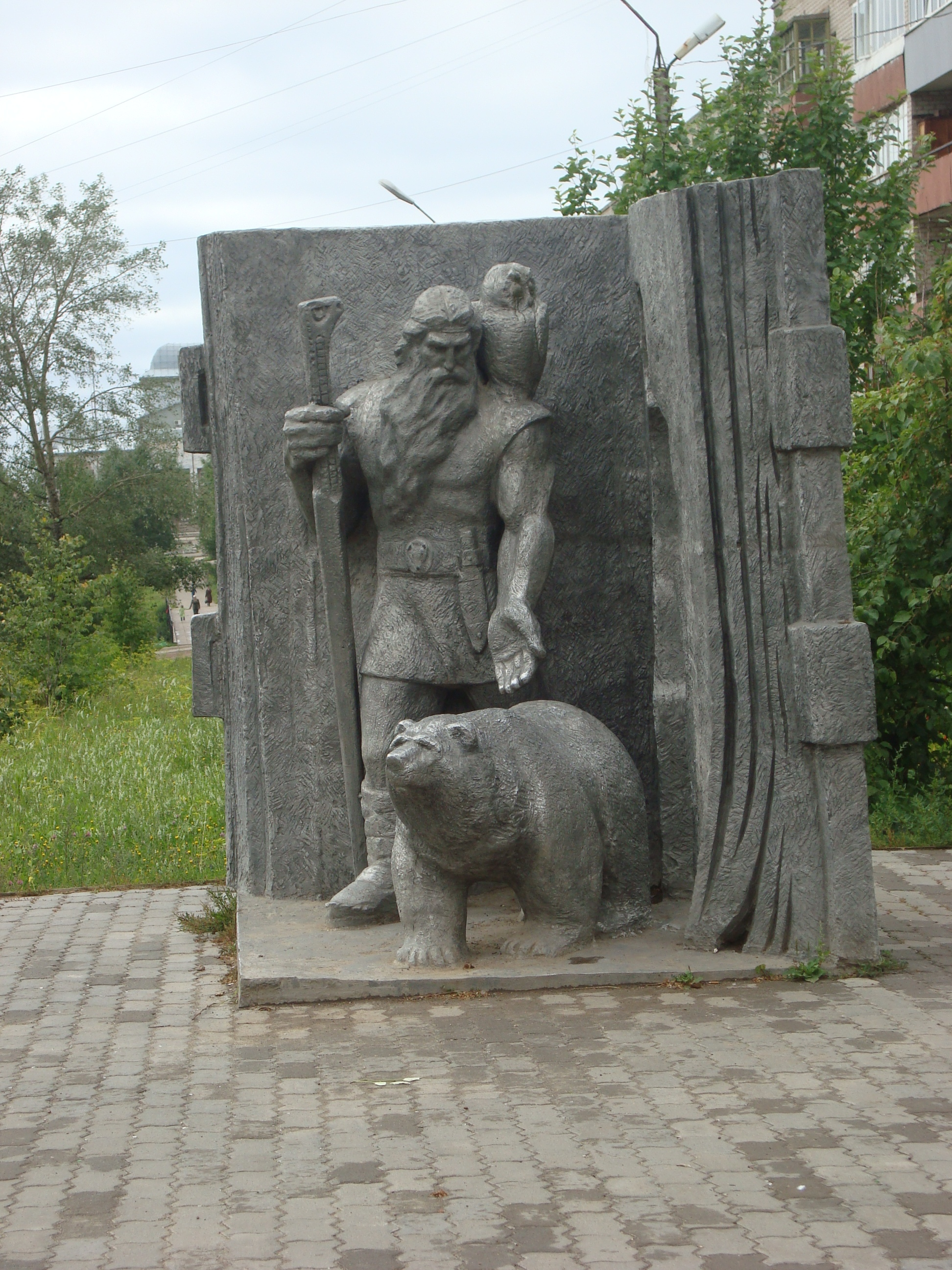
Памятник Кудым-Ошу
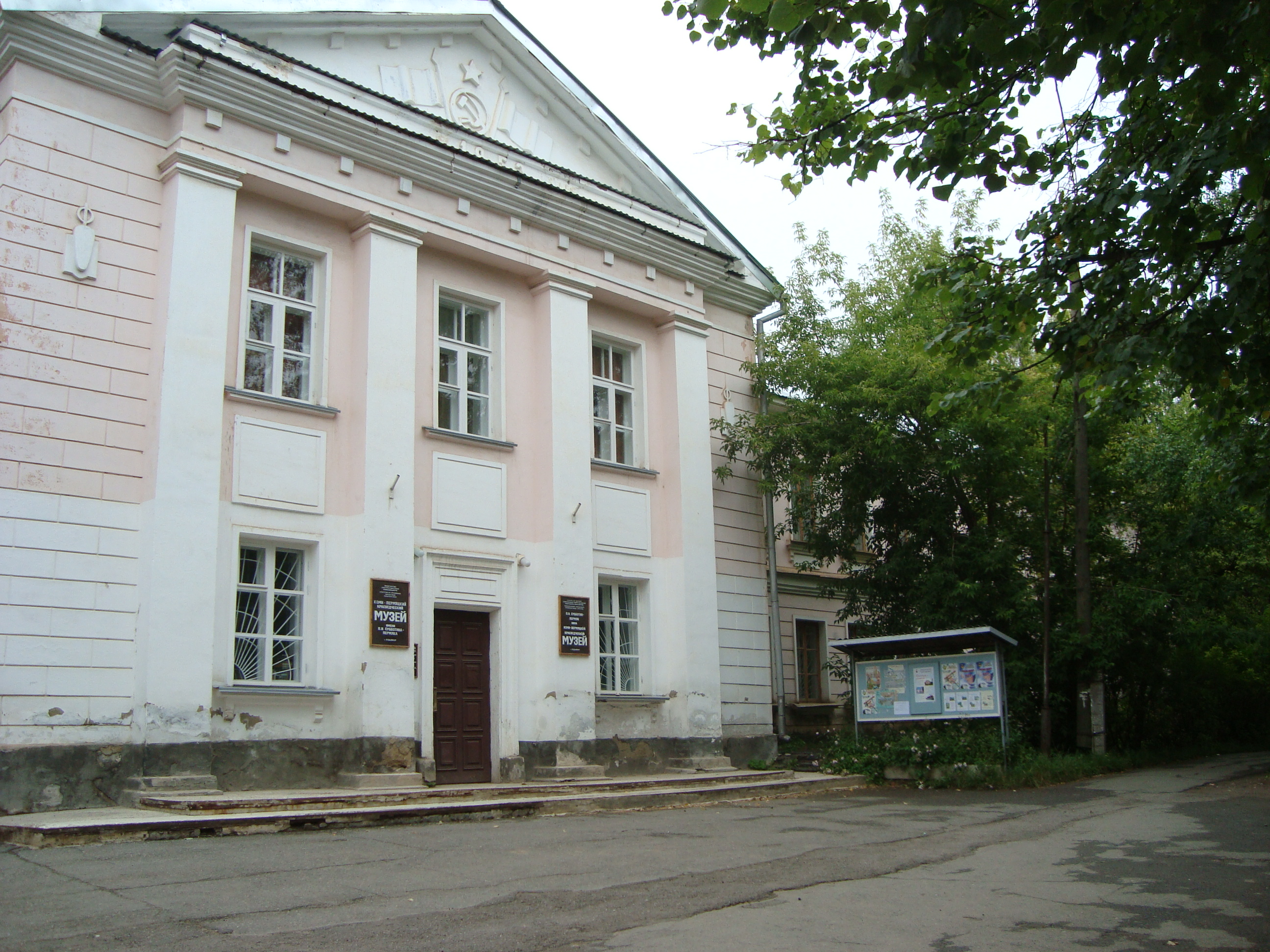
Коми-пермяцкий краеведческий музей
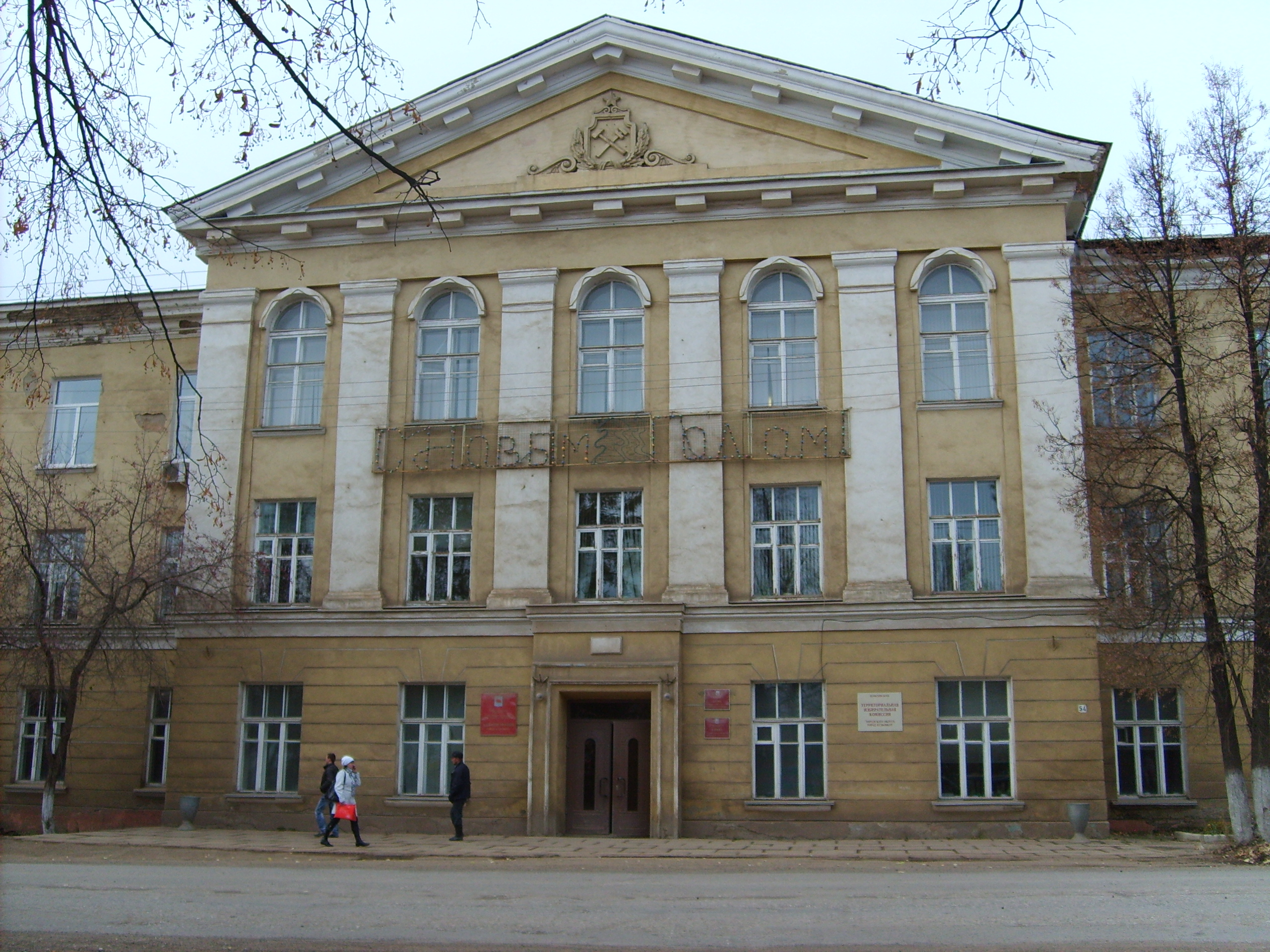
Здание администрации города Кудымкара

## Известные люди
- П. И. Субботин-Пермяк — российский художник-авангардист.
- А. Ю. Истомина — национальная коми-поэтесса.
- А. Г. Котельникова — народная артистка РСФСР (в её честь была названа школа в селе Юсьва).
- И. Я. Кривощёков — географ и историк, исследователь Урала. Первый картограф среди коми-пермяков. Один из основателей Пермского государственного университета.
- А. Д. Баяндин — Участник ВОВ, коми-пермяцкий художник, писатель, автор повестей «Девушки нашего полка», «Сто дней, сто ночей», «Отчаянная».
- В. В. Климов — Писатель, поэт, драматург, фольклорист, член СП РФ, заслуженный работник культуры РФ, Почётный гражданин Коми-Пермяцкого округа.

## Медиа
Печатные издания:
- Парма
- Парма-Новости
- Городская газета
- Иньвенский край

Радио:
- 1,458 (Молчит) Радио России / Радио Пермского края
- 67,19 (Молчит) Радио России / Радио Пермского края
- 69,23 (Молчит) Радио Маяк
- 88,4 Европа Плюс
- 100,4 Новое Радио
- 100,9 Округ FM
- 101,5 Радио Соль FM
- 102,9 Дорожное радио
- 105,2 (ПЛАН) Радио "Пермяк"
- 106,4 Радио России / Радио Пермского края
- 107,6 (ПЛАН) Импульс FM

Телеканалы:
- 3 Первый Канал
- 6 Россия К
- 11 Россия 1 / ГТРК Пермь
- 26 DVB-T2 Первый мультиплекс РТРС-1[32]
- 29 Пятый Канал
- 32 НТВ
- 49 Матч ТВ